# Vanessa tameamea

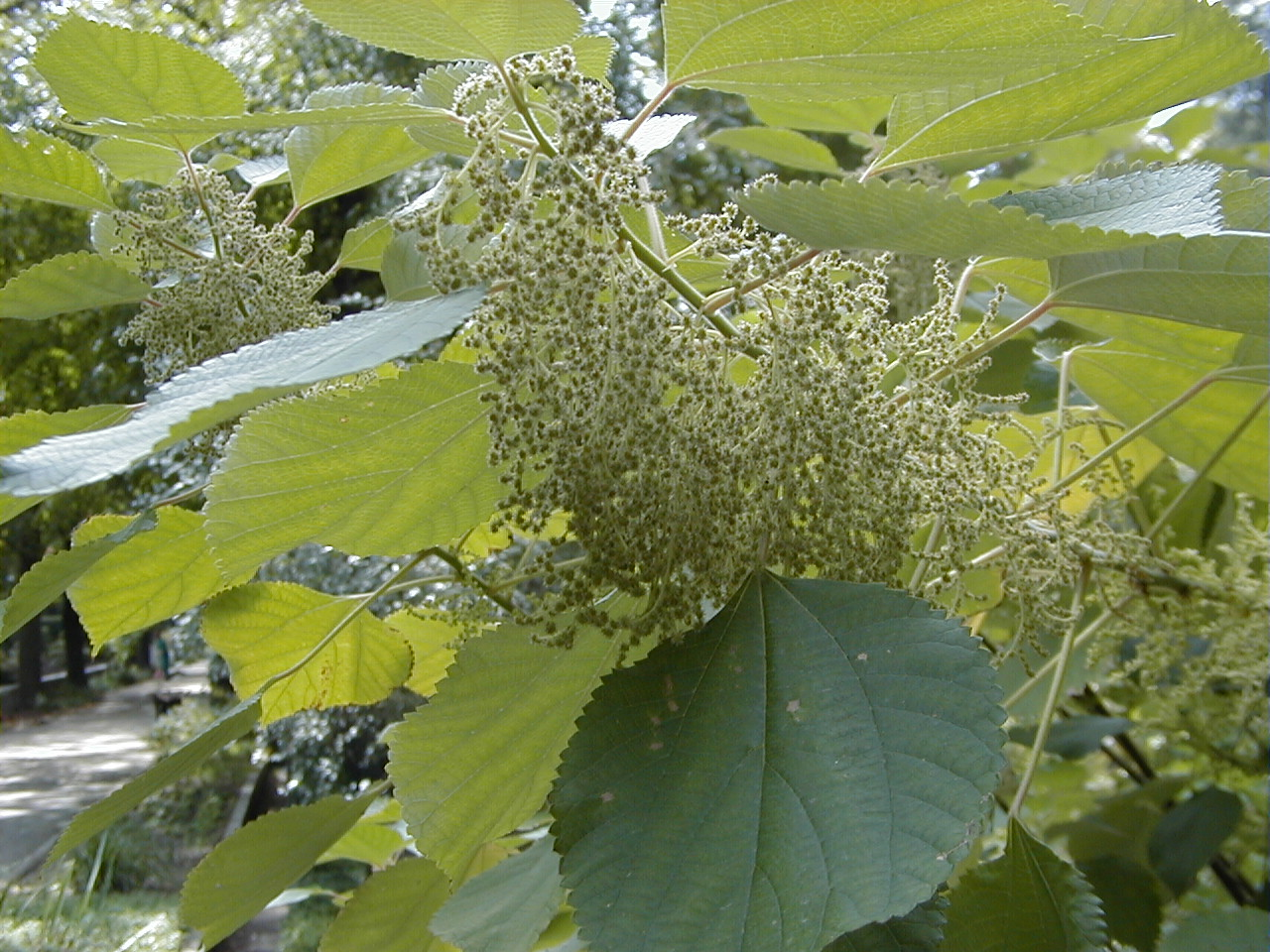
Blühende Ramie (Boehmeria nivea), eine Nahrungspflanze der Raupen von Vanessa tameamea

Vanessa tameamea ist ein Schmetterling der Gattung Vanessa aus der Familie der Edelfalter (Nymphalidae). Neben Udara blackburni aus der Familie der Bläulinge ist er der einzige endemische Tagfalter auf Hawaii und trägt den Namen des Königs Kamehameha, der auch Tamehameha ausgesprochen wurde. Vanessa tameamea ist das Staatsinsekt von Hawaii und wird auf Hawaiisch als Pulelehua oder lepelepe-o-Hina bezeichnet.

## Merkmale

### Falter
Der Falter gleicht dem Admiral, der Vorderflügel ist aber an der Flügelbasis und im Mittelfeld orange statt dunkelbraun.

### Präimaginalstadien
Die Raupe ist meist grün mit einem dunklen Seitenstreifen und einem cremefarbenen Streifen darunter. Sie kann aber auch mehrfarbig, braun oder violettstichig sein, jeweils mit einem gelblichen Seitenstreifen. Der Kopf trägt die Körperfarbe und einen braunen Fleck und viele weiße Tuberkel. Von den vielen, stark verzweigten roten Dornen mit schwarzen Spitzen, sind die hinteren beiden besonders groß.

### Ähnliche Arten
- Admiral (Vanessa atalanta)

## Geographische Verbreitung und Lebensraum
Vanessa tameamea kommt in tropischen Bergwäldern auf allen großen Hawaii-Inseln vor.

## Lebensweise
Die Falter saugen an Pflanzensaft und fliegen das ganze Jahr über in sich überlappenden Generationen. Die Weibchen legen die Eier einzeln an den Nahrungspflanzen der Raupen ab. Die Raupen leben in Blattrollen, bis sie ausgewachsen sind und fressen an den Blättern. Als Nahrungspflanzen sind die Brennnesselgewächse Pipturus albidus, Ramie (Boehmeria nivea), Neraudia, Touchardia und Urera nachgewiesen.

## Systematik
Die nächstverwandte Art innerhalb der Gattung Vanessa ist der Admiral. Anhand der genetischen Distanz wird geschätzt, dass sich V. tameamea vor etwa 8 Millionen Jahren von dessen Linie abgespalten hat. Dies erfolgte deutlich bevor sich vor etwa 5 Millionen Jahren die hohen hawaiianischen Inseln gebildet haben. Zu dieser Zeit waren aber wahrscheinlich heutige Atolle wie etwa Gardner Pinnacles hohe, große Inseln mit Bergen über 1000 Meter Höhe.

## Belege